# Miloš Tichý

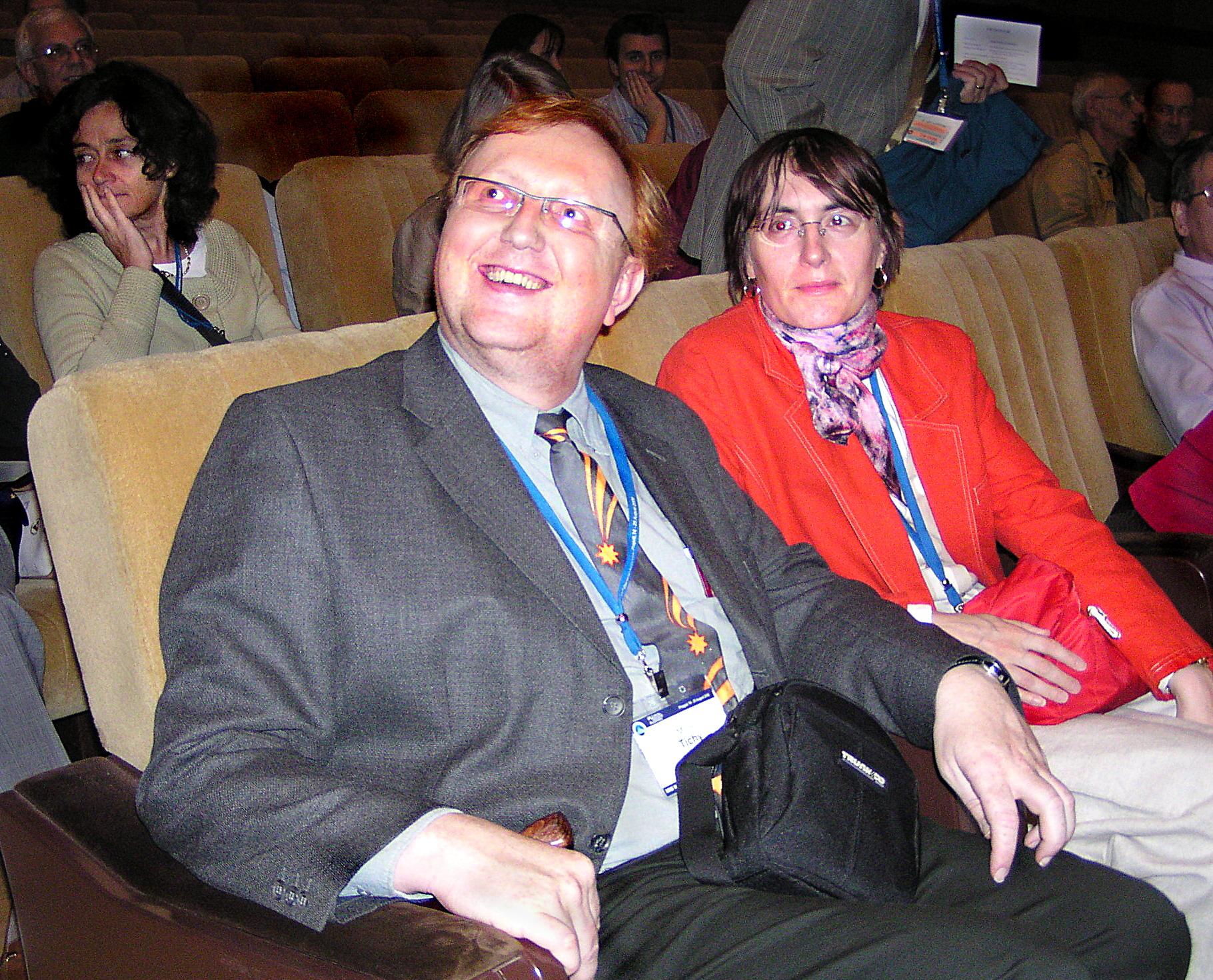
Miloš Tichý und Ehefrau Jana Tichá 2006

Miloš Tichý (* 17. Dezember 1966 in Počátky) ist ein tschechischer Astronom und Asteroidenjäger. Er arbeitet zusammen mit seiner Frau Jana Tichá am Kleť-Observatorium, dessen Leiter er ist. 1994 förderte er in dieser Funktion die Einführung von CCD-Kameras an der Sternwarte. Insgesamt entdeckte er mehr als 150 Asteroiden, davon 92 zusammen mit seiner Frau.
Außerdem entdeckte er den periodischen Kometen 196P/Tichý.
Der Asteroid (3337) Miloš wurde nach ihm benannt.